# 井上正富
井上 正富（いのうえ まさとみ）は、江戸時代中期の常陸国笠間藩の世嗣。官位は従五位下土佐守。

## 略歴
旗本井上正晴の長男として誕生。母は植村忠朝の娘。子は井上正晴養女（成瀬正倫室）。
笠間藩分家の旗本の子として生まれるが、宗家の笠間藩主・井上正岑に男子がなかったため、養子となった。元禄13年（1700年）徳川綱吉に拝謁し、元禄15年（1702年）に叙任するが、宝永元年（1704年）に廃嫡された。
代わって正岑の甥にあたる正之が嫡子となった。